# Trei Barzi
Trei Barzi (poloneză trzej wieszcze) este un nume dat celor trei poeți naționali ai Poloniei. Într-o traducere literală, wieszcz poate să înseamnă și profet, prezicător sau prevestitor — poeții incluși în acest grup: Adam Mickiewicz, Juliusz Słowacki și Zygmunt Krasiński, au descris atât sentimentele naționale ale societății poloneze din timpul împărțirilor, cât și prezicerile lor privind viitorul națiunii.